# Rémi Lesca
Pour les articles homonymes, voir Lesca.
Rémi Lesca, né le 19 novembre 1990 à Dax, dans les Landes, est un joueur français de basket-ball. Il évolue au poste de meneur. Il est le cousin de Florian Lesca.

## Biographie
Formé à l'Élan béarnais Pau-Lacq-Orthez, Rémi Lesca joue ses premiers matchs en Pro A lors de la saison 2010-2011. Il revendique l’héritage de ses aînés qui ont bâti la rivalité avec le CSP Limoges et devient l'un des joueurs importants de la reconstruction du club après la relégation de 2012.
En 2014, il vit ses premiers pas loin du cocon familial et s'engage pour deux saisons avec Châlons-Reims. L’occasion pour lui de découvrir les play-offs du championnat de France.
En 2016, il participa au prestigieux concours de tirs à 3 points du All Star Game LNB.
Après deux saisons aux Levallois Metropolitans, sous la direction de l'entraîneur Frédéric Fauthoux, il rejoint à l'été 2018 le Boulazac Basket Dordogne. Il y retrouve Claude Bergeaud, désormais directeur sportif du club, qu’il a côtoyé à ses débuts en terre béarnaise.
Le 4 juin 2020, l'Élan béarnais Pau-Lacq-Orthez annonce son retour pour la saison 2020-2021.
Après 325 matchs en compétitions organisées par la Ligue nationale de basket, 1re et 2e divisions ainsi que Leaders Cup confondus, il s'engage en division fédérale et rejoint à l'intersaison 2021 l'Union Tarbes-Lourdes Pyrénées Basket, évoluant en Nationale 1.

## Palmarès
- Champion de France de Pro B 2010